# 塔の春

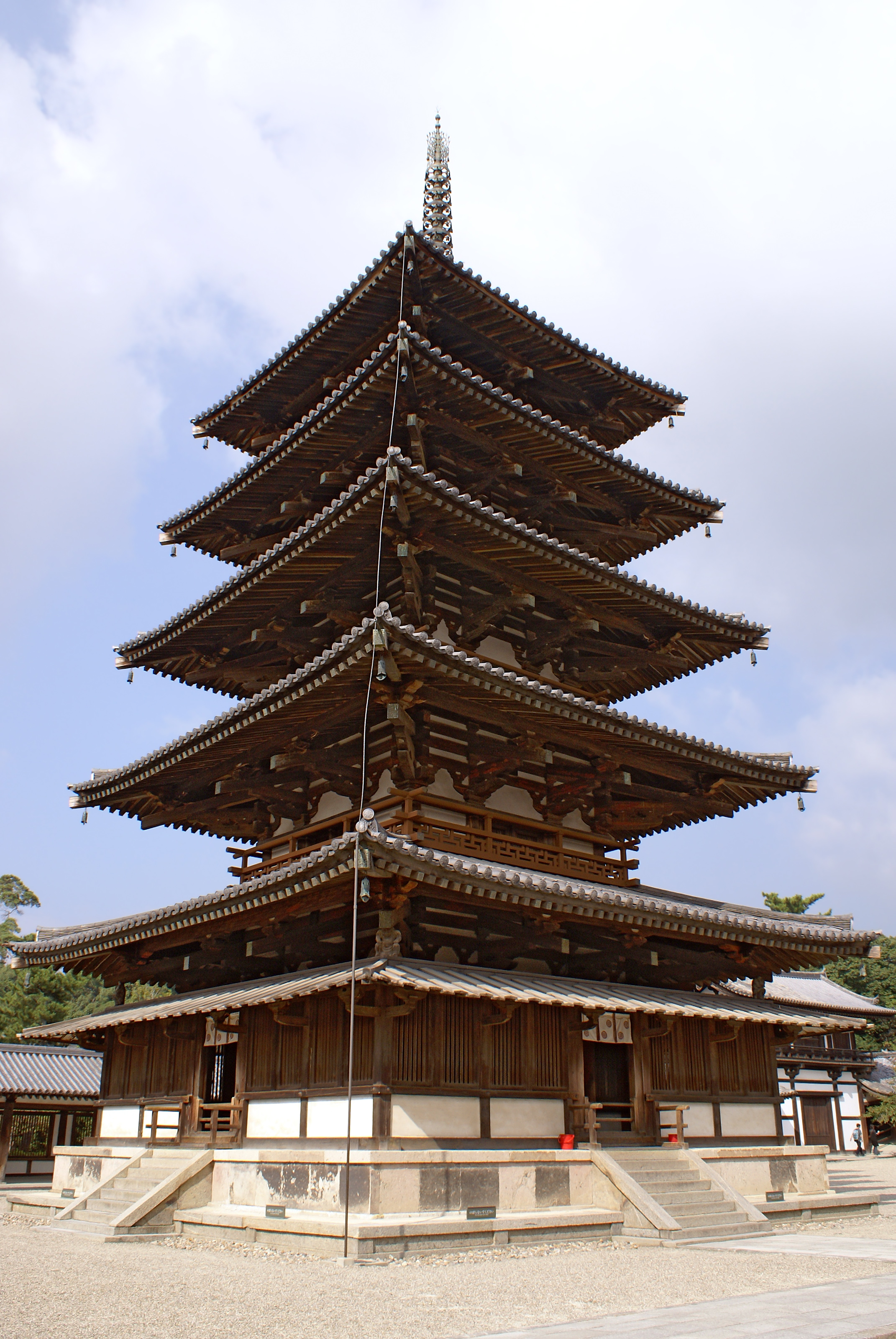
歌の題材となった法隆寺五重塔

「塔の春」（とうのはる）は、日本の合唱曲。作詞：鈴木貞子、作曲：南安雄、歌：杉並児童合唱団。
1971年4月、NHKの『みんなのうた』で紹介。「お国めぐりシリーズ」の第13弾で、古都・奈良県の春の様子を歌った楽曲。タイトルの「塔」は法隆寺の五重塔を意味する。歌詞の中には「法隆寺」を始め、「平城京」「薬師寺」「信貴山」「金剛山」などといった、奈良の寺院や風景が折り込まれている。
長らく再放送はされていなかったが、「みんなのうた発掘プロジェクト」による音声提供で、2013年4月 - 5月に再放送となる。